# SoftServe
SoftServe (укр. Софтсерв) — українська ІТ-компанія, що працює у сфері розробки програмного забезпечення та надання консультаційних послуг.
Головні офіси компанії розташовані у Львові й Остіні (штат Техас, США), понад 10000 працівників працюють в офісах компанії в Європі, США, Канаді, Латинській Америці, Сінгапурі і Дубаї. SoftServe є однією з найбільших компаній-розробників програмного забезпечення у Центральній та Східній Європі та є другою найбільшою ІТ-компанією України за кількістю співробітників.

## Історія
Компанія SoftServe була заснована у 1993 році у Львові. Компанію започаткували аспіранти Національного університету «Львівська політехніка» Ігор Мендзибровський, Юра Василик, Тарас Кицмей та Ярослав Любінець, згодом до них приєднався Тарас Вервега та Олег Денис, вони ж і визначили першочерговий напрямок діяльності компанії — розробку програмного забезпечення з розміщенням головного офісу у Львові. Першими, хто підтримав компанію на шляху до розвитку був Політехнічний інститут Ренсселіра (приватний університет з м. Трой, штат Нью-Йорк, США), а першим відомим клієнтом — компанія General Electric.
У 2000 році компанія відкрила свій перший офіс у США. Компанія SoftServe відігравала важливу роль у створенні сервісу Microsoft Bird's Eye  у 2004 році. Такий самий концепт пізніше використала компанія Google у розробці Google Street View. За свій вклад у розробку проекту SoftServe було запрошено до виступу на щорічній конференції  Microsoft, де компанія показала приклад побудови бізнес-додатків технологічними корпораціями.
У 2006 компанія заснувала SoftServe University. Університет став місцем проведення корпоративних навчальних програм для розробників та перепідготовки фахівців. Присутній в усіх локаціях компанії, університет пропонує міжнародні професійні ІТ-сертифікації, мовні та технічні курси, лідерські програми та інші навчальні можливості. SoftServe University став першим в Україні корпоративним університетом. У 2008 році SoftServe також став співзасновником Львівської бізнес-школи при Українському католицькому університеті.
У 2008 році компанія відкрила американську штаб-квартиру у Форт-Маєрс (штат Флорида, США).
Станом на 2017 рік SoftServe була однією з найбільших аутсорсингових ІТ-компаній в Україні, з штатом у 4500 працівників, поступаючись кількістю персоналу лише EPAM Systems. У 2018 році кількість працівників компанії збільшилась до 5000.
SoftServe переніс свою американську штаб-квартиру з Флориди до Остіну, штат Техас у 2014. Того ж року SoftServe відкрив офіси у Лондоні, Амстердамі, Софії, Вроцлаві та Стокгольмі. Також, у 2014 році компанія викупила амстердамську фірму з надання технічних послуг Initium Consulting Group BV. Ця компанія була заснована у 2012 році та обслуговувала в основному галузь охорони здоров'я та приватних інвестицій. SoftServe також придбав європейську ІТ компанію UGE UkrGermanEnterprise GmbH та відкрив новий головний офіс у Львові. У 2017 році SoftServe придбав польську компанію-розробника Coders Center, яка спеціалізується на системах управління контентом корпорацій і платформах електронної комерції.
У червні 2021 року одне з дочірніх підприємств групи SoftServe стало переможцем відкритого аукціону Міністерства юстиції України з продажу майна колишньої виправної колонії у Львові. На ділянці, яка була придбана за близько 378 мільйонів гривень, планується звести креативний офісний кампус SoftServe. Втілення проєкту, за попередніми оцінками, триватиме від п'яти до шести років.
У 2021 році SoftServe відкрив офіс в Дубаї для обслуговування близькосхідних клієнтів.
У 2022 році компанія зайшла на ринок Латинської Америки, запустивши офіси в Чилі, Мексиці, Колумбії. Того ж року відкрили офіс в Румунії.
Влітку 2023-го SoftServe оголосив про поглинання компанії Hoverstate, яка спеціалізується на мобільній і веб розробці повного циклу та є ключовим партнером Pega, відомої low code платформи. Внаслідок купівлі, стратегічний директор та керуючий партнер Hoverstate Роб Фавер та директор з інновацій і керуючий партнер Кюн Ан приєднаються до SoftServe. Hoverstate має офіси у США та Італії.

## Діяльність компанії
SoftServe займається сервісами повного циклу виробництва: від консультацій, дизайн-сервісів, створення концепту технологічного продукту чи програми і їх розробки. Компанія має значний досвід у розробці програмного забезпечення, хмарних технологіях, штучному інтелекті, великих даних, робототехніці, кібербезпеці, доповненій реальності та дослідженні і розробці (R&D).
У R&D-відділі науковці та інженери працюють над інноваційними технологіями, такими як квантові обчислення, сенсорні технології, штучний інтелект для медицини та хімії та інші. У 2021 році SoftServe увійшов до рейтингу 25 найрозумніших компаній України, що ґрунтувався на оцінці R&D відділів.
Експертиза компанії також включає роботу з партнерськими платформами та технологіями, зокрема SoftServe є: провідним консалтинговим партнером Amazon Web Services, основним сервісним партнером платформи Google Cloud, партнером Microsoft, NVIDIA та ін.
У 2012 році SoftServe став ініціатором проведення щорічного конкурсу «Ukrainian IT Award», що визначає найкращих фахівців української ІТ-індустрії. Компанія залишається партнером конкурсу і по сьогоднішній день.
Компанія розробляє технологічні рішення для таких індустрій як охорона здоров'я, фінансові послуги, роздрібна торгівля, програмне забезпечення, енергетика, виробництво, сільське господарство, автомобільна промисловість та освіта. До переліку клієнтів SoftServe входять ISV та компанії зі списку Fortune 500, зокрема, Cisco, IBM, а також Deutsche Bank, Panasonic, Cloudera, Atlassian та інші. SoftServe зосереджений на співпраці з клієнтами Північній Америці, Європі, Азії та на Близькому Сході.

## Соціальна відповідальність
Компанія співпрацює з університетами для вдосконалення технічної освіти в Україні та інших локаціях своєї діяльності. В рамках спільних освітніх програм з елементами дуального навчання, експерти компанії разом з представниками партнерських університетів оновлюють навчальні програми, що також передбачають практичну роботу в компанії. В Україні станом на 2023 рік, такі програми діють спільно з:
- Національним університетом «Львівська Політехніка»
- Львівським національним університетом імені Івана Франка
- Київським національним університетом імені Тараса Шевченка
- Національним технічним університетом «Дніпровська політехніка»
- Національним технічним університетом «Харківський Політехнічний Інститут»
- Національним технічним університетом «Київський Політехнічний Інститут імені Ігоря Сікорського»

### Волонтерські ініціативи
У 2021 році компанія запустила благодійну краудсорсингову платформу OpenTech, яка залучає співробітників на волонтерських засадах створювати безкоштовні рішення для громадських організацій, державних інституцій, міжнародних організацій тощо. В рамках цієї ініціативи волонтери компанії оновили сайт «Повернись Живим», спільно з командою Офісу Президента України та Кабінету Міністрів України створили офіційний портал для тих, хто хоче надіслати допомогу Україні під час війни, разом з UNICEF розробили застосунок для дошкільнят, що вимушені переховуватися у бомбосховищі, та реалізували інші проєкти.

### Благодійний фонд
З 2014 року в SoftServe діє корпоративний благодійний фонд «Відкриті Очі», що став першим в Україні благодійним фондом при ІТ-компанії. З початком повномасштабного вторгнення росії у 2022-му, фонд зосередився на підтримці України, зокрема, гуманітарній допомозі населенню, наданні засобів індивідуального захисту для захисників та захисниць, постачанню медикаментів та ІТ-обладнання.
З лютого 2022 по початок 2023 року компанія спрямувала понад 420 мільйонів гривень на підтримку України. Компанія очолила список найбільших ІТ-донатерів у великі фонди, що допомагають ЗСУ, за версією видання dev.ua.
Окремо фонд реалізував проєкт Drive For Life, в рамках якого закупив та передав на фронт понад 100 карет швидкої допомоги та медичних евакуаційних автомобілів.

### Рівність та інклюзія
У 2019 ІТ-Академія SoftServe оголосила перший в Україні курс з тестування для незрячих людей, а згодом компанія анонсувала створення Accessibility Service, до якого долучилися випускники курсу.
У 2019 році при Львівській Політехніці за підтримки SoftServe було відкрито центр «Ветеранська служба», перший в Україні інклюзивний простір на базі університету. У 2023 спільно з організацією Veteran Hub SoftServe анонсував безплатний ІТ-курс для ветеранів та їхніх сімей.

### Турбота про довкілля
У 2022-му SoftServe анонсував екологічну стратегію, за якою до 2032 року компанія прагне стати вуглецево-нейтральним бізнесом.
Щороку компанія впроваджує різноманітні екологічні ініціативи, зокрема, з висадки дерев у різних локаціях.

## Атака у вересні 2020
1 вересня 2020 року до внутрішньої мережі компанії було завантажено вірус-шифрувальник, через що почалися проблеми в роботі частини сервісів. Керівництво заявило про кібератаку, через яку хакери отримали доступ до інфраструктури компанії та запустили шифрувальне ПЗ.
Внаслідок атаки у відкритому доступі опинилися особисті дані і документи колишніх і дійсних працівників та клієнтів, контракти, розрахункові документи, бухгалтерія компанії, вихідний код додатків таких клієнтів, як Microsoft, IBM, CISCO, Deutsche Bank та ін. Існує припущення, що атаку на SoftServe могла здійснити група кіберкримінальників задля матеріальної вигоди або через конкурентні мотиви.
В результаті, хакерську атаку вдалося ліквідувати та мінімізувати її наслідки для компанії та клієнтів. Аби унеможливити подібні атаки в майбутньому, SoftServe посилив інформаційну безпеку, ввівши додаткові політики, процеси та інструменти, а також запровадивши посаду Chief Information Security Officer, що відповідає за інформаційну та кібербезпеку компанії.

## Відзнаки
- «Найкращий Роботодавець Центральної та Східної Європи» за підсумками 2011 та 2013—2014 рр. за міжнародною версією AON Hewitt[42]
- Найкращий роботодавець України 2012 р. 2013 р.та 2015 р. за версією DOU[43]
- Найкращий роботодавець України у конкурсі «Премія HR-Brand Україна 2012»[44]
- «Найкращий роботодавець України — 2010 та 2011» за міжнародною версією Hewitt Associates та HR Center
- Нагорода Microsoft Partner Awards у 2013 р., 2007 р. та 2006 р.[45]
- У 2010, 2011, 2013, 2014, 2015, 2016 та 2017 роках компанія SoftServe увійшла до списку Global Outsourcing 100 list[46]
- 2019 — сьоме місце з-понад 130 компаній Західної Європи у категорії розробки програмного забезпечення за версією Clutch.[47]
- В лютому 2021 РБК-Україна на основі даних Асоціації IT Україна і сайту Dou.ua представила рейтинг з 24 найбільших, найуспішних і найприбутковіших українських IT-компаній. SoftServe у цьому рейтингу на другій позиції.[48]
- Найкращий роботодавець ІТ-галузі та України в цілому за результатами міжнародного дослідження Randstad Employer Brand Research[49]

- У 2020 році SoftServe визнали компанією з найсильнішою репутацією серед ІТ компаній в Україні (лінк)
- У 2021 році Forbes включила SoftServe у список 25 найрозумніших компанії України[50]
- Компанія увійшла в Топ-10 найкращих роботодавців воєнного часу від Forbes та work.ua у 2022[51]
- Технологічні рішення, розроблені компанією для боротьби з COVID-19, відзначили сріблом від Globee Business Awards у 2021[52]
- Благодійний Фонд «Відкриті очі» посів перше місце у номінації «Корпоративна благодійність» у національному конкурсі «Благодійна Україна — 2022» за вклад у допомогу Україні та українцям у боротьбі за перемогу, 2023[53]
- Компанія увійшла у Топ-50 роботодавців воєнного часу за версією Forbes Ukraine у 2022 р.[51]
- Перемога у номінації «Ділова репутація» від Forbes Ukraine у 2022 р.[54]
- SoftServe увійшов до переліку українських бізнесів, які найбільше допомагали ЗСУ за період війни від Liga.net та від NV у 2023 р.[55][56]
- Друге місце в топ-50 ІТ-компаній України від DOU у 2023 р.[57]